# Нерух, Григорий Степанович
Григорий Степанович Нерух (21 мая 1919 — 9 сентября 2005 года) — советский хозяйственный, государственный и политический деятель, Герой Социалистического Труда.

## Биография
Родился 21 мая 1919 года в селе Коврай. Член КПСС.
В РККА с сентября 1939 года. Участник Великой Отечественной войны, шофёр политического отдела 11-й штурмовой инженерно-сапёрной бригады, 46-й инженерно-сапёрной бригады. С 1946 года — на хозяйственной, общественной и политической работе. В 1946—1979 гг. — механизатор, бригадир колхоза «Слава» Золотоношского района Черкасской области.
Указом Президиума Верховного Совета СССР от 23 июня 1966 года присвоено звание Героя Социалистического Труда с вручением ордена Ленина и золотой медали «Серп и Молот».
Умер в Коврае 9 сентября 2005 года.

## Награды
- медаль «За боевые заслуги» (30.10.1943);
- орден Красной Звезды (01.05.1945);
- медаль «За оборону Кавказа» (13.10.1944);
- медаль «За победу над Германией в Великой Отечественной войне 1941—1945 гг.» (29.06.1946);
- орден Ленина;
- орден Октябрьской Революции;
- орден Отечественной войны II степени (06.04.1985).